# 카풀 (건담 시리즈)
카풀(영어: Capule, 일본어: カプール)은 TV 애니메이션 《기동전사 건담 ZZ》 및 《기동전사 건담 UC》에 등장하는 모빌 슈트(MS)로 분류되는 가공의 유인 조종식 인간형 로봇 병기이다. 네오지온의 수륙양용 모빌 슈트이다.
본 문서에서는 《턴에이 건담》에 등장하는 카풀에 대해서도 기술한다.

## 같이 보기
- 기동전사 건담 ZZ